# Ракитница (Трново)
Ракитница су насељено мјесто у општини Трново, Федерација БиХ, Босна и Херцеговина.

## Становништво
|             | 2013.       | 1991.        | 1981.         | 1971.         |
| Укупно      | 25 (100,0%) | 85 (100,0%)  | 153 (100,0%)  | 209 (100,0%)  |
| Бошњаци     | 25 (100,0%) | 83 (97,65%)1 | 153 (100,0%)1 | 201 (96,17%)1 |
| Остали      | –           | 2 (2,353%)   | –             | –             |
| Срби        | –           | –            | –             | 7 (3,349%)    |
| Југословени | –           | –            | –             | 1 (0,478%)    |

1. 1 На пописима од 1971. до 1991. Бошњаци су пописивани углавном као Муслимани.